# Nicole Kimberly Rojas Irigoyen
Nicole Kimberly Rojas Irigoyen (Cochabamba, 29 de maig de 1994) és una jugadora de bàsquet boliviana del Club Atlético Ramallo Lafuente.